# Gnathochorisis kasparyani
Gnathochorisis kasparyani är en stekelart som beskrevs av Humala 2007. Gnathochorisis kasparyani ingår i släktet Gnathochorisis och familjen brokparasitsteklar. Inga underarter finns listade i Catalogue of Life.